# انتخابات پارلمانی مونته‌نگرو (۲۰۲۰)
انتخابات پارلمانی مونته‌نگرو (انگلیسی: 2020 Montenegrin parliamentary election) در ۳۰ اوت ۲۰۲۰ در مونته‌نگرو برگزار شد. این پنجمین انتخابات پارلمانی در مونته‌نگرو از زمان استقلال این کشور از صربستان در سال ۲۰۰۶ و یازدهمین انتخابات از هنگام حاکمیت نظام چند حزبی با رعایت مقررات بهداشتی در زمان شیوع بیماری همه‌گیری ویروس کرونا برگزار شد. در این دوره از انتخابات مونته‌نگرو ۸۱ عضو پارلمان این کشور انتخاب شدند. با پایان یافتن شمارش آرا، احزاب مخالف بعد از سی سال به پیروزی دست یافتند و حزب حاکم (DPS) که از زمان تشکیل سیستم چند حزبی در ۱۹۹۰ بر کشور حاکم بود، برکنار شد.

## تاریخچه
پس از انتخابات پارلمانی مونته‌نگرو (۲۰۱۶)، احزاب اپوزیسیون به تحریم جلسات پارلمانی پرداختند. در ژانویه ۲۰۱۷، از ۸۱ نماینده پارلمان ۳۹ نماینده، پارلمان را تحریم کردند و خواستار برگزاری انتخابات زودهنگام تا قبل از ۲۰۱۸ یعنی زمان انتخابات ریاست جمهوری مونته‌نگرو (۲۰۱۸) شدند.
در ۲۰۱۶، معاون حزب دموکراتیک مونته‌نگرو اسوتوزار مارویچ در ارتباط با پرونده فساد طولانی مدت در زادگاهش بودوا دستگیر شد. دادستانی مونته‌نگرو او را به عنوان «رئیس گروه جنایی بودوا» متهم کرد، متعاقباً او این اتهام را در دادگاه پذیرفت. مارویچ سرانجام برای معالجه روانپزشکی به بلگراد گریخت، او در حال حاضر در آنجا ساکن است.